# NGC 122
NGC 122는 고래자리 방향에 있는 천체이다. 현재까지도 알려지지 않았다.

## 같이 보기
- NGC 1 ~ 999 목록